# Dzwonkówka żeberkowanoblaszkowa
Dzwonkówka żeberkowanoblaszkowa (Entoloma costatum (Fr.) P. Kumm.) – gatunek grzybów z rodziny dzwonkówkowatych (Entolomataceae).

## Systematyka i nazewnictwo
Pozycja w klasyfikacji według Index Fungorum: Entoloma, Entolomataceae, Agaricales, Agaricomycetidae, Agaricomycetes, Agaricomycotina, Basidiomycota, Fungi.
Po raz pierwszy takson ten zdiagnozował w 1821 r. Elias Fries, nadając mu nazwę Agaricus pascuus ß costatus. Obecną, uznaną przez Index Fungorum nazwę, nadał mu w 1871 r. Paul Kummer. Synonimy:
- Agaricus pascuus ß costatus Fr. 1821
- Entoloma costatum (Fr.) P. Kumm. 1871 var. costatum
- Hyporrhodius costatus (Fr.) Henn. 1898
- Rhodophyllus costatus (Fr.) Quél., 1886

Nazwę polską zaproponował Władysław Wojewoda w 2003 r. Feliks Berdau w 1876 r. opisywał ten gatunek pod nazwą kołpak dziki lub kołpak trujący.

## Morfologia
Kapelusz
Średnica zazwyczaj 2–6,5 cm, początkowo wypukły, następnie kolejno płaskowypukły, płaski, w końcu wyraźnie pępówkowaty jak u pępówek (z wklęśnięciem). U starszych okazów brzeg pofałdowany. Jest higrofaniczny. W stanie wilgotnym w kolorze ciemnej sepii, czerwonobrązowym lub brązowoczarnym, nieco jaśniejszy przy brzegu, ale nieprzeźroczysty i nieprążkowany, w stanie suchym młode okazy o barwie od złotobrązowej do brązowej, starsze zwykle z szarym odcieniem. Powierzchnia błyszcząca, zazwyczaj silnie włóknista, granulkowata przy brzegach i nieco kutnerowata na środku.
Blaszki
W liczbie 30-60, z międzyblaszkami (l = 1-5), gęste, szeroko przyrośnięte, wykrojone lub zbiegające z ząbkiem na trzon, o ostrzach często poszarpanych. Początkowo są jasnobrązowe, potem ciemnobrązowo-różowe. Ostrza tej samej barwy.
Trzon
Wysokość 2,5–9,5 cm, grubość 3–9 mm, kształt cylindryczny, często zwężający się ku dołowi, twardy, początkowo pełny, potem pusty w środku. Powierzchnia gruboziarnista, podłużnie prążkowana, o barwie od szarobrązowej do czerwonawo-brązowej, zwykle jaśniejsza od kapelusza.
Miąższ
Tej samej barwy co powierzchnia, tylko w środku jaśniejszy. Zapach niewyraźny lub grzybowy, w smaku zjełczały i nieprzyjemny.
Cechy mikroskopowe
Zarodniki w widoku z boku prawie izodiametryczne, o rozmiarach (7,0–) 7,5–9,5 (–10,5) × (6,0–) 7,0–8,0 (–9,0) μm. Podstawki 4–zarodnikowe, ze sprzążkami, o rozmiarach 28,5–40 × 9–14 μm. Cystyd brak. Strzępki w skórce ułożone promieniście, cylindryczne, o szerokości 2,5–8 μm, na końcach z licznymi maczugowatymi, cylindrycznymi zgrubieniami o szerokości do 15 μm. W komórkach skórki i bezpośrednio pod nią występuje brązowy pigment. Brak sprzążek.
Gatunki podobne
Dzwonkówka żeberkowanoblaszkowa to rzadki gatunek o charakterystycznej kombinacji cech, a mianowicie: pępówkowaty kształt, prawie izodiametryczne zarodniki i strzępki bez sprzążek. Najbardziej podobnym gatunkiem jest dzwonkówki jedwabistej (Entoloma sericeum), od której różni się mikroskopowo między innymi brakiem sprzążek i posiadaniem wewnątrzkomórkowego pigmentu.

## Występowanie i siedlisko
Gatunek bardzo rzadki, znany tylko z Hiszpanii, Niemiec, Szwecji, Norwegii, Francji, Danii i Polski. W piśmiennictwie naukowym na terenie Polski do 2003 r. podano 4 stanowiska, w tym 3 bardzo dawne (1878-1917). Ostatnie opisane stanowisko w Dębowcu w 1973 r.
Grzyb naziemny występujący w grupach na słabo nawożonych łąkach, wałach przeciwpowodziowych, na poboczu drogi w mieszanym lesie liściastym. Na terenie Polski notowany także w lesie pod grabami, wśród mchów. Owocniki pojawiają się późno (październik-listopad).